# Embalse de Grand Poubara
El embalse de Grand Poubara es un pantano situado en el río Ogooué, en Gabón, cerca de Franceville.
El objetivo primario de la presa es producir energía hidroeléctrica, del orden de 160 MW, el 75% de las necesidades de Gabón. Está previsto que en una segunda fase alcance una producción de 280 MW.
El proyecto se inició en 2008, el río fue desviado en 2010 y la central se puso en marcha el 5 de agosto de 2013. La presa desvía el río a las cataratas Poubara, donde se han instalado cuatro turbinas Francis que producen 40 MW cada una. El proyecto ha sido financiado por el gobierno chino y construido por Sinohydro.
La primera piedra fue colocada por el difunto presidente Omar Bongo Ondimba en noviembre de 2008.
Desde la central, se construyeron dos líneas eléctricas, una de 62 km y 225 kV  a la planta de ferromanganeso de Comilog, en Moanda, y otra de 21 km y 115 kV a Franceville, las dos principales áreas urbanas de la provincia del Alto Ogooué.